# Districtul Haifa
Districtul Haifa (Ebraică: מחוז חיפה, Mehoz Ḥeifa) este unul dintre cele șase districte administrative ale Israelului. Capitala și cel mai mare oraș al său este Haifa. Suprafața districtului este de 864 km² (299,3 mi²).
Conform Biroului Central de Statistică Israelian, la sfârșitul anului 2005, populația districtului era de 858,000 de locuitori, dintre care 71,27% sunt evrei, 18,81% sunt arabi musulmani, 1,78% sunt arabi creștinați, 2,52% sunt druzi și 4,9% nu sunt clasificați după religie, având o rată anuală medie de creștere de 0,8%.

## Demografie
Potrivit datelor Biroului Central de Statistică israelian pentru 2016:
- Populația totală: 996.300
- Etnie:
  - Evrei: 642.700 (69,4%)
  - Arabi: 233.000 (25,1%)
  - Altele: 51.000 (5,5%)
- Religie (din 2017):[5]
  - Evrei: 684.100 (68,6%)
  - Musulmani: 213.400 (21,4%)
  - Druzi: 26.300 (2,6%)
  - Creștini: 17.600 (1,7%)
  - Neclasificate: 56.300 (5,6%)

## Sub-regiuni administrative
| Subdistricte | Subdistricte | Subdistricte                               |
| --- | --- | ------------------------------------------ |
| - Haifa - Hadera | |                                            |
| Orașe | Consilii locale | Consilii regionale                         |
| - Baqa al-Gharbiyye - Hadera - Haifa - Nesher - Or Akiva - Kiryat Ata - Kiryat Bialik - Kiryat Motzkin - Kiryat Yam - Tirat Carmel - Umm al-Fahm | - Ar'ara - Basma - Binyamina-Giv'at Ada - Daliyat al-Karmel - Fureidis - Isfiya - Jisr az-Zarqa - Kafr Qara - Katzir-Harish - Kirjat Tiw'on - Ma'ale Iron - Pardes Hanna-Karkur - Rekhasim - Zikhron Ya'akov | - Alona - Hof HaCarmel - Menashe - Zevulun |